# Gerda Lerner
Gerda Hedwig Lerner, född Kronstein 30 april 1920 i Wien, död 2 januari 2013 i Madison, var en amerikansk historiker, författare och lärare. Lerner var en av föregångarna på forskningsfältet kvinnohistoria.

## Biografi
Lerner ledde 1963 vad som ses som de första kurserna i kvinnohistoria vid New School for Social Research i New York.
Från 1980 var Lerner professor emerita vid University of Wisconsin–Madison. Hon var 1981–1982 ordförande för Organization of American Historians. Hon skrev manus till maken Carl Lerners film Black Like Me.
Lerner var en av historikerna som lade grunden till kvinnohistoria som fenomen och genre inom historieskrivningen. I anglosaxiska länder kom man att tala om kvinnohistorien som ”herstory”, till skillnad från ”history”. Lerner gav en av sina böcker titeln The Majority Finds Its Past ('Majoriteten finner sitt förflutna'), som en medveten pik åt hur folk som skrev den ”vanliga” historien brukade osynliggöra kvinnor. Hennes The Creation of Patriarchy (1986) har setts som en viktig pusselbit i förklarandet av hur patriarkatet växte fram under och före antiken.